# Mönchspfeffer
Der Mönchspfeffer (Vitex agnus-castus) ist eine Pflanzenart aus der Gattung Vitex in der Familie der Lippenblütler (Lamiaceae).
Er wird in der Umgangssprache auch Keuschbaum, Keuschlamm (Übersetzung von lateinisch Agnus castus „keusches Lamm“) oder Liebfrauenbettstroh genannt, weil er angeblich den Geschlechtstrieb abschwächt. Weitere Namen sind Abrahamstrauch, Athenbaum, Pfeffersalz und Tanis. Das spiegelt sich auch im wissenschaftlichen Namen wider: lateinisch agnus bzw. altgriechisch ἁγνός ‚Lamm‘, und lateinisch castus ‚keusch‘. Der Mönchspfeffer wird heute in der Naturheilkunde vor allem beim prämenstruellen Syndrom, bei Zyklusstörungen und unerfülltem Kinderwunsch eingesetzt.

## Beschreibung

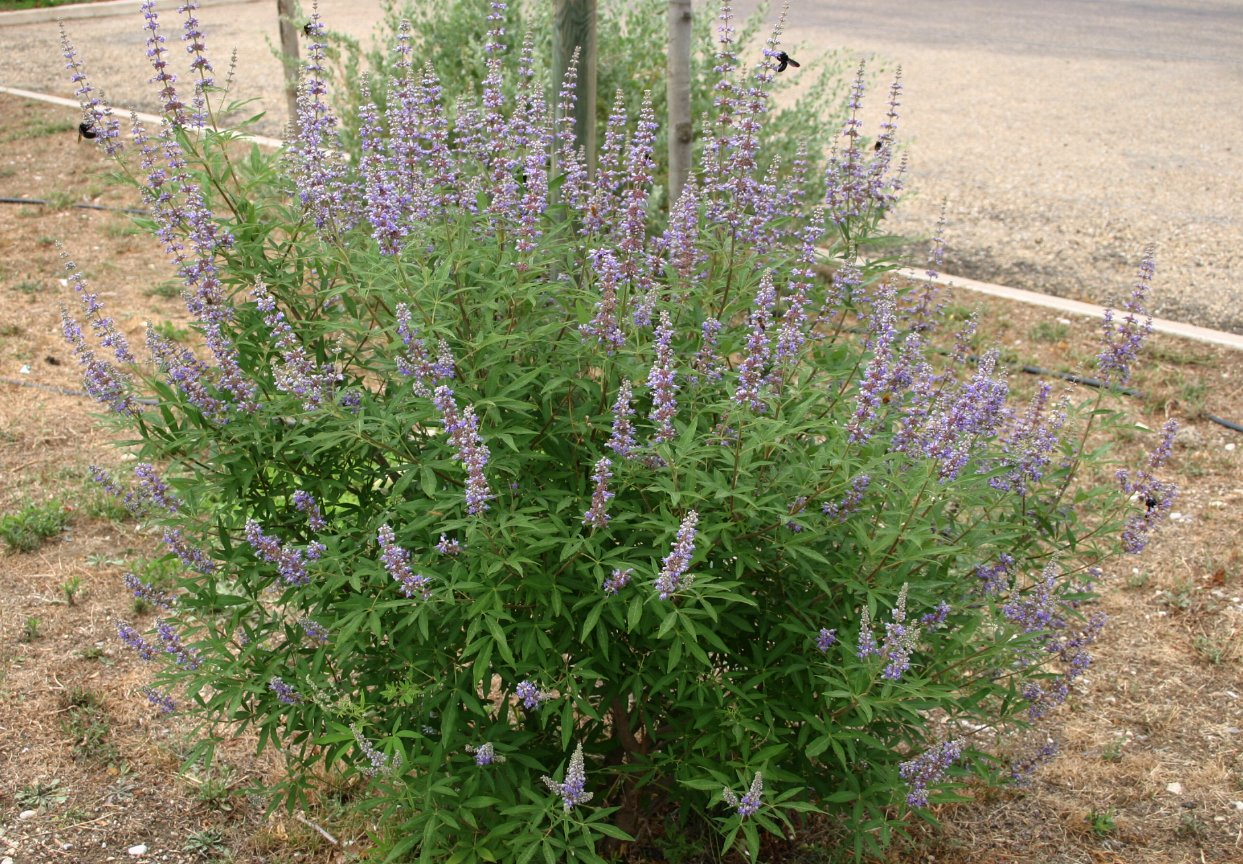
Habitus des Mönchspfeffers

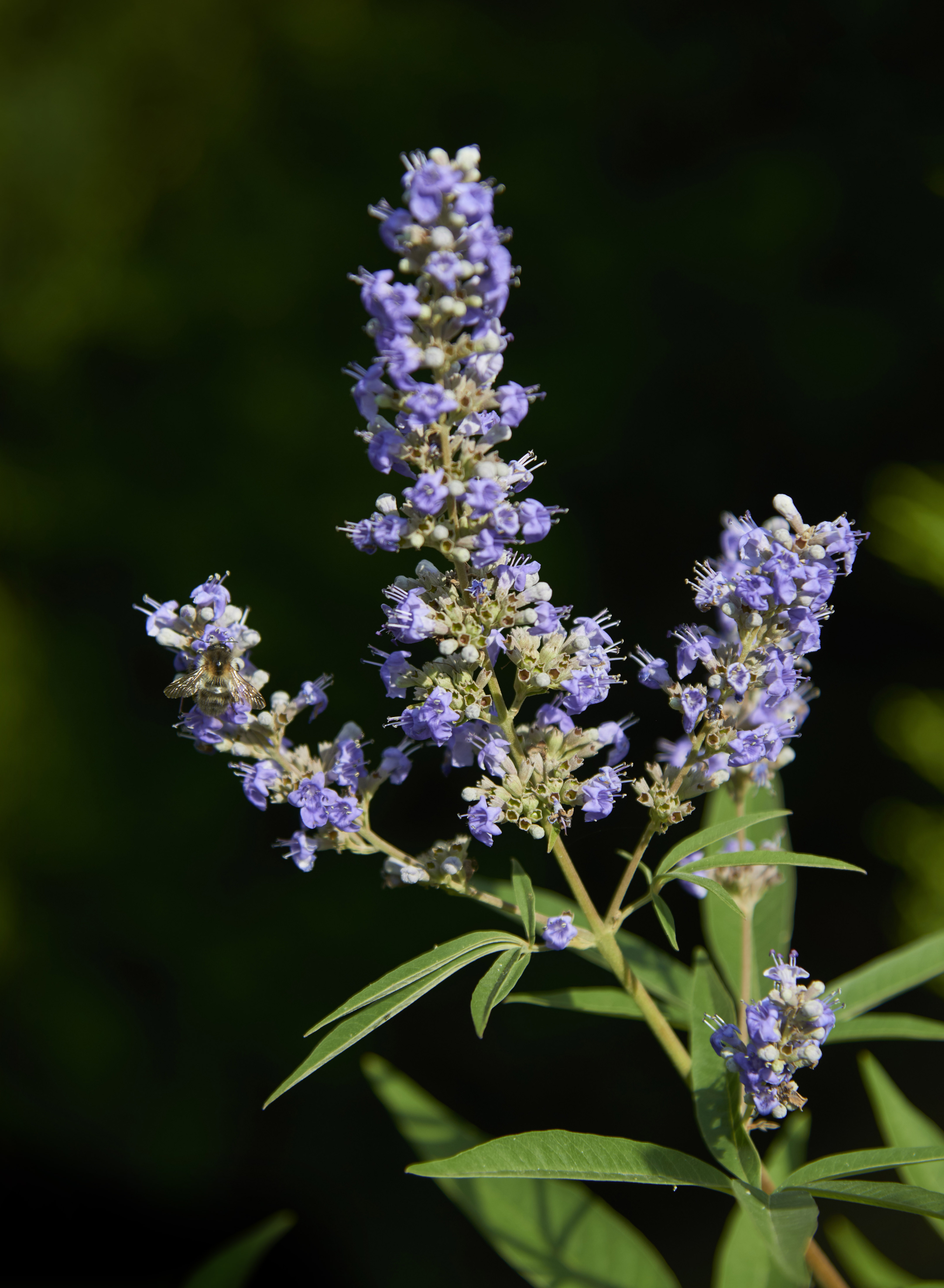
Blütenstand

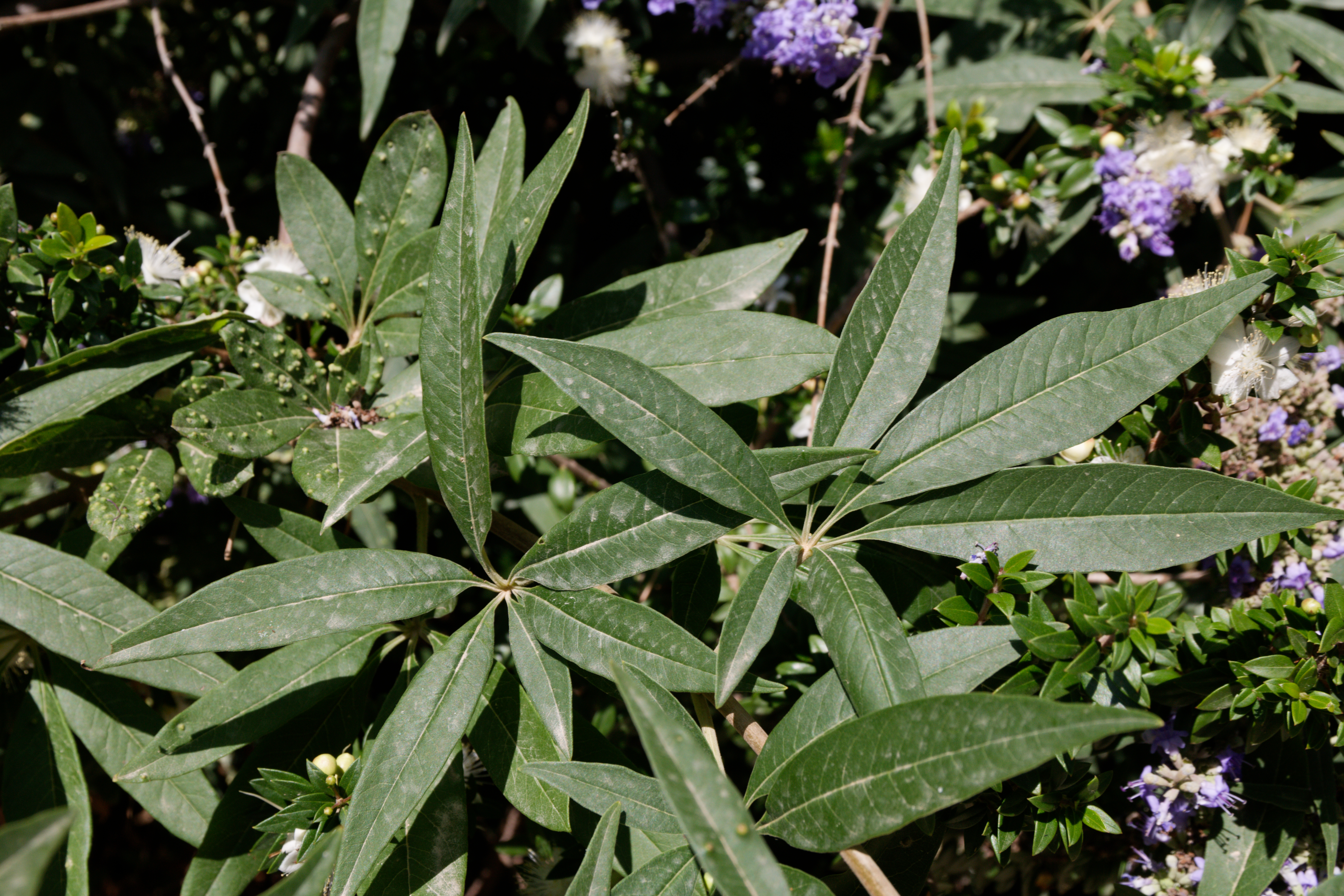
Blätter

Der laubabwerfende Strauch oder Baum kann eine Höhe von über 5 Metern erreichen und hat hellbraune, vierkantige und fein behaarte Zweige.
Die aromatischen, gestielten Blätter stehen kreuzgegenständig und sind handförmig (drei) fünf- bis sieben (neun)zählig gefingert. Der Blattstiel ist bis 7 Zentimeter lang. Die eilanzettlichen bis lanzettlichen und spitzen bis zugespitzten, meistens ganzrandigen, bis zu 11 Zentimeter langen Fingerblättchen sind kurz gestielt und unterseits heller sowie kurz filzig behaart.
Die duftenden Blüten stehen in dichten Scheinquirlen in endständigen, fein behaarten Blütenständen und haben eine violette, blaue, rosa oder weiße Farbe. Die kleinen, kurz gestielten Blüten sind zwittrig mit doppelter Blütenhülle. Der kleine, becherförmige Kelch mit kurzen Zipfeln ist außen fein gräulich behaart. Die außen fein gräulich behaarte Krone ist zweilippig, der mittlere Unterlappen ist vergrößert. Die 4 didynamischen Staubblätter sind vorstehend. Der Fruchtknoten ist oberständig mit langem, schlankem Griffel und zweilappiger Narbe. Es ist ein Diskus vorhanden. Optisch ist der Mönchspfeffer wegen der Blätter dem Hanf und in der Blüte dem Schmetterlingsflieder (Buddleja davidii) ähnlich, weshalb es leicht zu Verwechselungen kommen kann.
Die rundliche, dunkelbraune Frucht ist eine etwa 2–3 mm große, bis viersamige und glatte, harte Steinfrucht mit einem haltbaren hellbräunlichen Kelch. Der becherförmige Kelch bedeckt die Frucht bis etwa zur Hälfte bis zwei Drittel.
Die Chromosomenzahl beträgt 2n = 32.
Blütezeit ist Juli bis August.
Die Treibzeit ist je nach Ortsbedingungen unterschiedlich, meist von April bis Juni. Die bevorzugten Standorte sind feuchte Plätze und Flussufer.

## Vorkommen
Der ursprüngliche Verbreitungsraum des Mönchspfeffers erstreckt sich vom Mittelmeerraum über Südwestasien bis zur Krim und bis Pakistan.

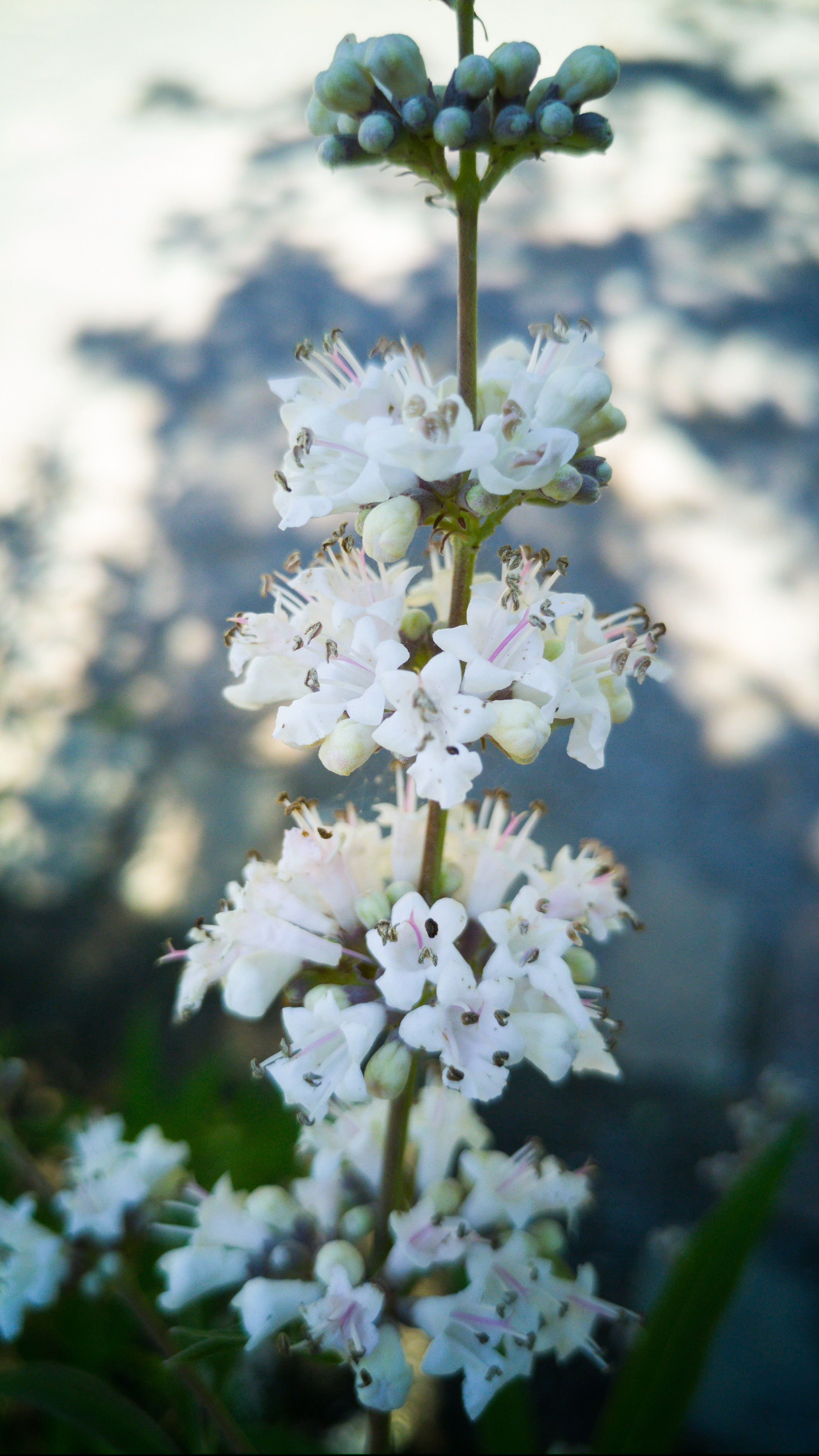
Blütenstand der weißblühenden Form 'alba'

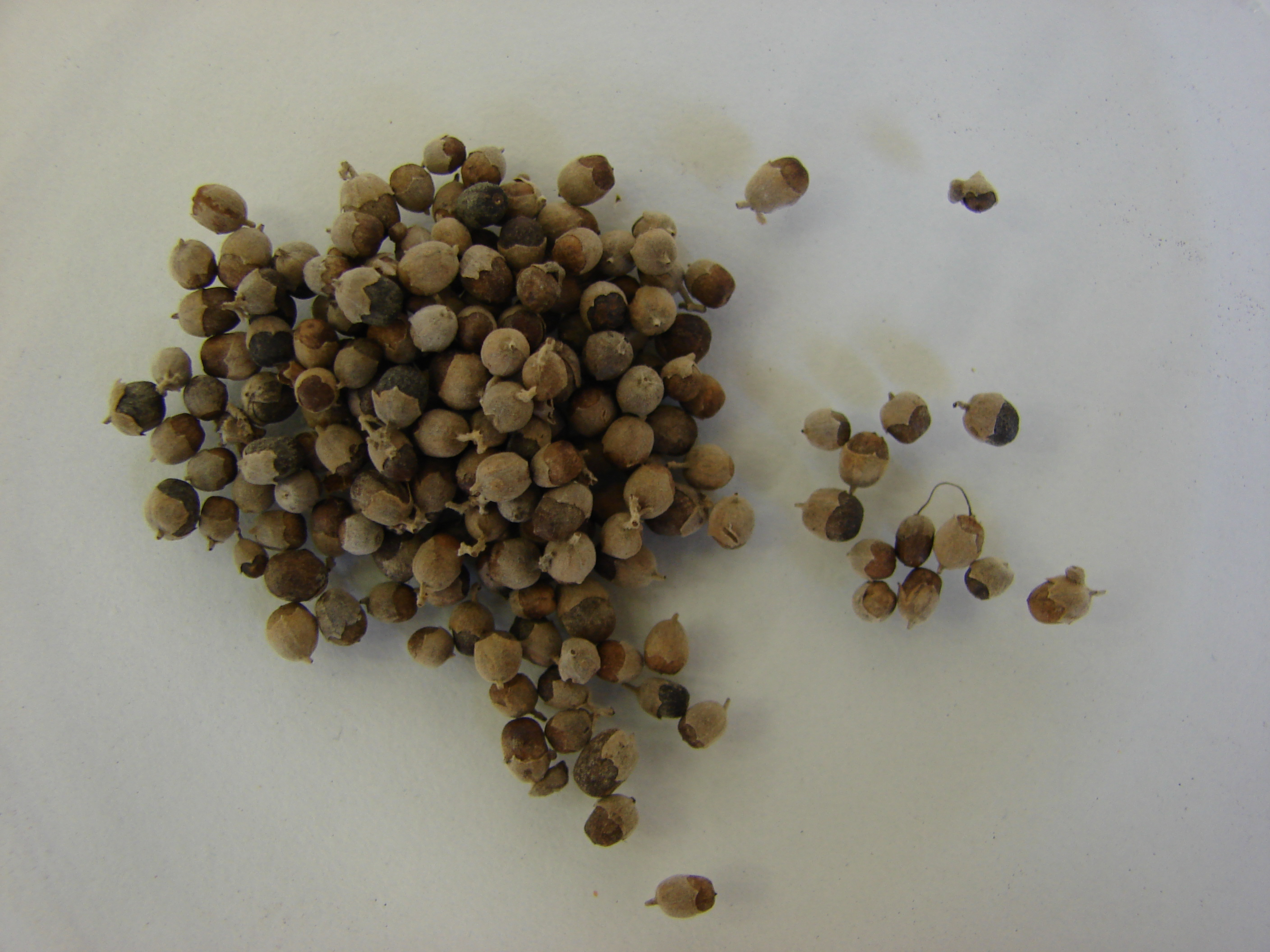
Früchte des Mönchspfeffers

## Geschichte
Die griechische Göttin Hera war der Legende nach auf Samos unter einem Keuschbaum (Lygos) geboren worden. Einmal im Jahr vereinigte sie sich auf Samos mit ihrem Gatten Zeus unter einem Keuschbaum. Ein Bad im Imbrasos erneuerte danach ihre Jungfräulichkeit. Die Feiern der Tonaia, τωναία, bei denen das Kultbild der Göttin mit Keuschbaumzweigen umwunden wurde, erinnerten an dieses Ereignis. Dieser Baum, früher auch „Athenbaum“ genannt, stand am Altar in Heraion auf Samos und wurde unter anderem von Pausanias beschrieben. Den Griechen galt Mönchspfeffer damit als Symbol der keuschen Ehe.
Dioscurides beschreibt den auch als „Meerweide“ (lateinisch Salix marina) bezeichneten Keuschbaum als Anaphrodisiakum.

„Agnos, Keuschlammstrauch, […] bei den Römern als wilder Pfeffer bekannt, ist ein baumartiger Strauch, welcher an Flüssen und Felsküsten wächst […] Er wird Agnos genannt, weil ihn bei den Thesmophorien die Weiber, welche ihre Keuschheit bewahren, als Lager nutzten […] oder weil er, getrunken, den Drang zum Beischlaf mäßigt.“

Die fleischigen, rotschwarzen Früchte wurden als Gewürz und Anaphrodisiakum verwendet. In den Klostergärten des Mittelalters wuchsen neben Gewürz- und Heilpflanzen auch Pflanzenarten, die der „Abkehr von weltlicher Liebe“ dienten. Die Mönche konnten die scharf schmeckenden Samen als Gewürz für ihre Speisen nehmen und hatten einen willkommenen Nebeneffekt. Im Mittelalter wurde der Mönchspfeffer zum Symbol des enthaltsamen Mönchslebens. Auch im Antidotarium Nicolai kommt Agnus castus (dessen Blüten, flos agni, dort Verwendung finden) vor.
Franz von Sales (1567–1622) erwähnt die Anwendung von Agnus Castus (Mönchspfeffer) in seinem Büchlein Philothea im 13. Kapitel (Ratschläge zur Bewahrung der Keuschheit):

„Wer sich auf das Kraut Agnus castus bettet, wird selbst keusch und schamhaft. So wird auch dein Herz von jeder Makel und böser Lust gereinigt, wenn es im Heiland ruht, dem wahrhaft reinen und makellosen Lamm.“

Der pflanzenkundige Pietro Andrea Mattioli schreibt in seinem Kreuterbuch in der Ausgabe von 1626:

„Er nimmt die Begierde zum Venushandel und solches tut nicht allein der Samen, sondern auch die Blätter und Blumen, nicht aber nur so man sie esset, sondern auch wenn man sie im Bett verstreut.“

## Verwendung

### Medizinische Verwendung
Mönchspfeffer ist eine Arzneipflanze, deren Früchte (Agni casti fructus) zur Behandlung des prämenstruellen Syndroms (PMS) eingesetzt werden können. Wirksamkeitsmitbestimmende Inhaltsstoffe sind bizyklische Diterpene, Iridoidglykoside, lipophile Flavonoide, Triglyceride, Öl- und Linolsäure sowie ätherische Öle.
Der Ausschuss für pflanzliche Arzneimittel (HMPC) an der Europäischen Arzneimittel-Agentur (EMA) hat in seiner Monografie für Mönchspfefferfrüchte die Anwendung in Form von Trockenextrakten (DEV 6-12:1, Auszugsmittel Ethanol 60 %) zur Anwendung bei prämenstruellem Syndrom als medizinisch anerkannt bewertet (well-established use), weitere Extrakte bekamen eine Bewertung als traditionelle Arzneimittel und können zur Behandlung leichter prämenstrueller Beschwerden verwendet werden.
Mönchspfeffer fördert die Hormonregulation bei unregelmäßigem Zyklus. Getestet wurde u. a. die Wirkung bei Mastodynie. Hierbei zeigte sich unter Behandlung mit Agnus-Castus-Präparaten eine Besserung der prämenstruellen Mastodynie, die wahrscheinlich dem Ansteigen des Progesteronspiegels geschuldet ist.
Da Mönchspfeffer die Bildung des Gelbkörperhormons fördert, werden die entsprechenden Arzneimittel mit zum Teil belegbaren Erfolgen auch bei Unfruchtbarkeit infolge von Gelbkörperschwäche oder erhöhten Gelbkörperspiegeln angewendet. Eingesetzt wird industriell hergestellter und standardisierter Extrakt, der kontinuierlich während des gesamten Menstruationszyklus eingenommen wird. Als Nebenwirkung kann es zu Juckreiz kommen. Durch die gestagenartige Wirkung verlängert sich häufig die Follikularphase, sodass der Nutzen bei verlängerten Zyklen fraglich ist.
Für eine Anwendung während des Klimakteriums oder bei Kinderwunsch fehlen die klinischen Belege, ebenso bei der seit der Antike bekannten Verwendung zur Reduzierung des Sexualtriebs. Bei Frauen ist eine Senkung der Libido allerdings als eine seltene unerwünschte Wirkung dokumentiert. Die Anwendung von Teeaufgüssen, wie in populären Ratgebern teils propagiert, ist nicht zielführend, da nicht ausreichend Wirkstoffe aus den Früchten gelöst werden.
Außerdem wurde eine vertreibende Wirkung (als Repellent) gegen Zecken und andere blutsaugende Arthropoden nachgewiesen.

### Wirkungsmechanismus
Es wird angenommen, dass einige Stoffe, die in der Pflanze gefunden wurden, Einfluss auf die Hypophyse haben. Das könnte den Effekt auf den Hormonhaushalt erklären. Eine Studie hat gezeigt, dass Inhaltsstoffe des Mönchspfeffers am Opioidrezeptor binden. Diese Tatsache könnte dafür verantwortlich sein, dass Mönchspfeffer Beschwerden des Prämenstruellen Syndroms lindert. Der Wirkungsmechanismus ist noch nicht zur Gänze verstanden. In geringeren Dosen, wie sie in vergangenen Jahrhunderten zur Unterdrückung des sexuellen Verlangens eingesetzt wurden, hemmt Mönchspfeffer die Aktivierung der Dopamin-2-Rezeptoren über kompetitive Bindung, was zu einem leichten Anstieg der Prolaktinfreisetzung führt. In höheren Konzentrationen ist die Bindungsaktivität ausreichend, um die Freisetzung von Prolaktin zu verringern. Eine Studie hat herausgefunden, dass die Behandlung 20 gesunder Männer mit höheren Mönchspfeffer-Dosen mit einem leicht gesenkten Prolaktinspiegel einherging, niedrigere Dosen aber im Vergleich zum Placebo einen leichten Anstieg induzierten.
Die wirksamen Substanzen sind vermutlich Diterpene mit Dopamin-analoger Wirkung mit hemmender Wirkung auf das Hormon Prolaktin. Eine Senkung des Prolaktins beeinflusst den FSH (follikelstimulierendes Hormon)- und Östrogenspiegel im weiblichen Körper.
Über die Wirkung auf den Prolaktinspiegel ist eine Senkung des Testosteron-Spiegels bei Männern als Wirkung plausibel, die sich auf Libido und Spermienproduktion auswirken kann. Über diesen Wirkungsweg ist die seit der Antike berichtete Wirkung als Anaphrodisiakum erklärbar.

### Kontraindikationen
In der Schwangerschaft sollte Mönchspfeffer aufgrund möglicher Komplikationen nicht eingenommen werden. Mädchen und stillende Frauen sollten ebenfalls keinen Mönchspfefferextrakt einnehmen. Die anerkannte Anwendung als Prolaktinsenker bei PMS widerspricht der traditionellen Anwendung zur Milchbildung. Frauen mit Krankheiten, deren Verlauf von Geschlechtshormonen beeinflusst werden kann, wie Brustkrebs und Tumoren der Hirnanhangdrüse, dürfen Mönchspfefferextrakt nicht einnehmen.